# Total War
Total War is een reeks van strategische computerspellen die ontwikkeld zijn door Creative Assembly en Activision. De Total War-reeks is vooral bekend om haar grootschalige oorlogsvoering waarbij tot wel 10.000 manschappen betrokken zijn. De titel "Total War" slaat op de term totale oorlog die een staat van oorlog aanduidt waarin alle mogelijke middelen worden gebruikt om de vijand te verslaan.

## Spellen
| Titel                                | Uitgave                | Engine                                        | Systeem                     | Uitbreidingen |
| ------------------------------------ | ---------------------- | --------------------------------------------- | --------------------------- | --- |
| Shogun: Total War                    | 2000, 2001             | TW Engine 1                                   | Windows                     | Mongol Invasion                                                                                                  |
| Medieval: Total War                  | 2002, 2003             | TW Engine 1                                   | Windows                     | Viking Invasion                                                                                                  |
| Rome: Total War                      | 2004, 2005, 2006, 2010 | TW Engine 2                                   | Windows, Mac (Gold Edition) | Barbarian Invasion, Alexander                                                                                    |
| Medieval II: Total War               | 2006, 2007             | TW Engine 2                                   | Windows, Mac OS X,          | Kingdoms |
| Empire: Total War                    | 2009                   | Warscape Engine (32-bit)                      | Windows, Mac OS X, Linux    | The Warpath Campaign, Elite Units of the East (Online)                                                           |
| Napoleon: Total War                  | 2010                   | Warscape Engine (32-bit)                      | Windows, Mac OS X           | The Peninsular Campaign, Imperial Guard Pack (Online)                                                            |
| Total War: Shogun 2                  | 2011                   | Warscape Engine (32-bit)                      | Windows, Mac OS X, Linux    | Rise of the Samurai Campaign, Fall of the Samurai (Stand-alone expansion)                                        |
| Total War: Rome II                   | 2013                   | Warscape Engine (32-bit)                      | Windows, Mac OS X           | Caesar in Gaul, Hannibal at the Gates, Imperator Augustus, Wrath of Sparta, Empire Divided, Rise of the Republic |
| Total War: Attila                    | 2015                   | Warscape Engine (32-bit)                      | Windows, Mac OS X, Linux    | The Last Roman, Age of Charlemagne                                                                               |
| Total War: Warhammer                 | 2016                   | Warscape Engine (64-bit)                      | Windows, Mac OS X, Linux    | o.a. The Warriors of Chaos, Call of the Beastmen, Realm of the Wood Elves, Bretonnia, Norsca                     |
| Total War: Warhammer II              | 2017                   | Warscape Engine (64-bit)                      | Windows, Mac OS X. Linux    | o.a. Mortal Empires, Rise of the Tomb Kings, Curse of the Vampire Coast                                          |
| Total War Saga: Thrones of Britannia | 2018                   | Warscape Engine (32-bit)                      | Windows, Mac OS X, Linux    | - |
| Total War: Three Kingdoms            | 2019                   | Warscape Engine (64-bit)                      | Windows, Mac OS X, Linux    | Yellow Turban Rebellion, Eight Princes, Mandate of Heaven, A World Betrayed, The Furious Wild                    |
| Total War Saga: TROY                 | 2020                   | Warscape Engine (32-bit + 64-bit)             | Windows, Mac OS X, Linux    | Amazons |
| Total War: Pharaoh                   | 2023                   | TW Engine 3 (Warscape Engine) 32 bit + 64 bit | Windows, Mac OS X           | |

## Shogun: Total War
Het eerste spel kwam in 2000 onder de naam Shogun: Total War uit. Het driedimensionale spel speelt zich af in Japan rond de 16e eeuw. Het doel is om de machtigste man in Japan te worden. Enkele duizenden manschappen onder je hoede zijn dan ook geen overbodige luxe.
Omdat Shogun: Total War een groot succes werd voor Creative Assembly, besloot het om een uitbreiding te maken. Shogun: Total War: Mongol Invasion was de naam van de uitbreiding die zich 300 jaar voor Shogun: Total War afspeelde. Het doel was hier om de invasie van de Mongolen in Japan een halt toe te roepen.

## Medieval: Total War
Mede door het succes van Shogun: Total War kwam uitgever Activision voor gesprekken naar Creative Assembly. Activision wist de uitgeefrechten van Total War te bemachtigen en later bracht het dan ook een nieuw spel uit. Medieval: Total War werd de opvolger van Shogun: Total War. Medieval: Total War speelde zich af in de Middeleeuwen van 1000-1500. Het spel werd net als Shogun: Total War een groot succes en er volgde dan ook een uitbreiding op. Medieval: Total War: Viking Invasion volgde de gebeurtenissen 200 jaar voor Medieval: Total War.

## Rome: Total War
Eind 2004 verscheen Rome: Total War. Het spel speelt zich af in de Romeinse Tijd van 270 v.Chr. tot 14 n.Chr. De speler staat aan het hoofd van een familie van de senaat: de Julii, Scipii en Brutii of een andere factie. Dit spel werd een nog groter succes dan zijn voorgangers en er volgde een uitbreiding op die Rome: Total War: Barbarian Invasion heet. De uitbreiding speelt zich een paar eeuwen na Rome: Total War af wanneer het Romeinse Rijk uiteen dreigt te vallen; het is aan jou om dit te bereiken of te voorkomen.
Vanaf de gold edition (combinatie van het originele Rome: Total War en de uitbreiding) werd de nieuwe uitgever van de Total: War games Sega.
Een tweede uitbreiding, Rome: Total War: Alexander, handelt over de legendarische koning Alexander de Grote. De uitbreiding heeft verschillende nieuwe units, een nieuwe kaart die vooral focust op het gebied rond de Griekse Zee en nieuwe historical veldslagen die te spelen zijn in de volgorde waarin Alexander ze werkelijk gevochten heeft.
Rome: Total War is mede bekend geworden dankzij het grote aantal manschappen die op een scherm te zien zijn, en de goede A.I van de manschappen, en de tegenstanders.
Daardoor is Rome: Total War nog steeds een mijlpaal binnen het RTS-genre.
In 2010 verscheen de populaire Mod Rome: Total Realism, deze aangepaste versie veranderde veel spelaspecten en pretendeerde historisch correcter te zijn.

## Medieval II: Total War
Eind 2006 verscheen Medieval 2:Total War. Het is de opvolger van Medieval: Total War. Dat houdt in dat de Total War game zich weer afspeelt in de Middeleeuwen (Medieval). Ook op dit deel kwam een uitbreiding, Medieval II: Total War: Kingdoms.

## Empire: Total War
Op 6 maart 2009 is Empire: Total War verschenen. Dit spel legt zich vooral toe op de 18e en begin 19 eeuw. De vernieuwingen zijn oa: 3D zeeslagen, verschillende staatsvormen en een onderzoeksboom (tech tree). De gebieden waarin gespeeld kan worden zijn: Europa, Noord-Afrika, Amerika en Indië. Er zijn ongeveer 50 facties in het spel, waarvan er ongeveer 10 speelbaar zijn waaronder de Britten, de Fransen, de Nederlanders (De Republiek) en Pruisen.
Er is in oktober ook de officiële uitbreiding uitgebracht: 'The Warpath campaign'. Je speelt hier alleen in Noord-Amerika en er zijn nu 5 Indianen-facties speelbaar.

## Napoleon: Total war
Napoleon Total war is het zesde deel van de serie. Het spel is in februari 2010 uitgebracht. Zoals de naam al aangeeft, is het onderwerp Napoleon Bonaparte. Een speler kan 3 campagnes uit het leven van de Franse veldheer spelen of ervoor kiezen diens vijanden te bespelen en Napoleon proberen te stoppen. Ook is het mogelijk om 'single' battles te spelen, zoals de Slag bij Waterloo. Het spel heeft de graphics van Empire, maar er zijn ook vele dingen vernieuwd.
Tevens is er een Game of the Year-editie gemaakt met "Empire Total War", "Napoleon Total War" en alle bijhorende uitbreidingen bij elkaar in 1 pakket.
Op 3 juli 2013 is de Napoleon: Total War - Gold Edition voor de Mac uitgekomen

## Total War: Shogun 2
Shogun 2 is op 15 maart 2011 uitgekomen. Deze versie bevat o.a. verbeterde 3D land- en zeegevechten. Ook de graphics en de AI zijn verbeterd.

## Total War: Rome II
Op 2 juli 2012 heeft SEGA aangekondigd dat de volgende game in de Total War-reeks Total War: Rome II zal zijn. Het spel is uitgekomen op 3 september 2013.
Total War: Rome 2 is een strategiespel over de Romeinse Republiek en later in het spel over het Romeinse Rijk.
Rome 2 is het achtste spel van Creative Assembly, de makers van Total War. Rome 2 is de opvolger van Rome: Total War, een videospel uit 2004.

## Total War: Attila
Op 25 september 2014 kondigde Creative Assembly aan dat de volgende game in de Total War-reeks Total War: Attila zou worden. Het spel is uitgebracht op 17 februari 2015.

## Total War: Warhammer
Total War: Warhammer is uitgekomen op 24 mei 2016. In tegenstelling tot eerdere delen in de reeks speelt dit spel in een fantasysetting, de wereld van Warhammer Fantasy. Ook de gameplay bevat diverse veranderingen ten opzichte van vorige titels. Total War: Warhammer is bedoeld als het eerste deel in een trilogie van titels die in het Warhammer Fantasy universum spelen.

## Total War: Warhammer II
De tweede Total War Warhammer titel is Total War: Warhammer II, uitgekomen op 28 september 2017. Het spel speelt in een ander deel van de Warhammer-wereld dan Total War: Warhammer. De DLC Mortal Empires combineert de kaarten van beide Warhammer games.

## Total War Saga: Thrones of Britannia
Op 3 mei 2018 verscheen Total War Saga: Thrones of Britannia, dat zich afspeelt op de Britse eilanden in de tijd van de Vikingen, vanaf 878 n.Chr.

## Total War: Three Kingdoms
Total War: Three Kingdoms, uitgebracht op 23 mei 2019, speelt in China tijdens de late Han-dynastie. Het spel kent twee game modes: Romance, gebaseerd op de klassieke Roman van de Drie Koninkrijken, en de historisch meer accurate Records modus, gebaseerd op de Kroniek van de Drie Rijken.

## Total War Saga: Troy
Op 13 augustus 2020 verscheen Total War Saga: Troy, het eerste deel uit de reeks dat zich afspeelt tijdens de Bronstijd, gedurende de Trojaanse oorlog zoals die door Homerus is beschreven.

## Spin-off games

### Total War: Arena
Total War: Arena is een Free-to-Play spel gefocust op online multiplayer. Het speel combineert gameplay elementen van RTS en MOBA. Op 22 februari 2018 werd de open beta gelanceerd. Een jaar later, op 22 februari 2019, werd het spel stopgezet.